# The Driver (mini-série)
The Driver est une mini-série britannique en trois parties de 60 minutes créée par Danny Brocklehurst et Jim Poyser, diffusée entre le 23 septembre et 7 octobre 2014 sur BBC One.
En France et en Suisse la série est diffusée sur Canal+ (en 4 épisodes) depuis le 5 janvier 2015 . Néanmoins, elle reste inédite dans les autres pays francophones.

## Synopsis
Vince, chauffeur de taxi, vit avec sa femme et sa fille dans un quartier modeste. Ne parvenant pas à joindre les deux bouts et voyant son couple s’étioler, il accepte par l'intermédiaire d'un ami petit truand, de servir de chauffeur à un membre haut placé du grand banditisme surnommé "The horse". Cependant, lui qui ne devait être qu'un simple conducteur, se retrouve de plus en plus impliqué, et se voit emporté dans une spirale dont personne ne sortira indemne.

## Fiche technique
- Titre : The Driver
- Création : Danny Brocklehurst et Jim Poyser
- Composition : Lorne Balfe
- Pays d'origine :  Royaume-Uni
- Genre : drame

## Distribution
- David Morrissey  (VF : Jean-Michel Fête) : Vince McKee
- Ian Hart (VF : Pierre Val) : Colin Vine
- Claudie Blakley (VF : Dominique Vallée) : Rosalind McKee
- Colm Meaney (VF : Serge Biavan) : The Horse
- Sacha Parkinson (VF : Camille Donda) : Katie McKee
- Harish Patel (VF : Patrick Messe) : Amjad
- Chris Coghill (VF : Yann Guillemot) : Woodsy
- Lee Ross (VF : Stéfan Godin) : Kev Mitchell
- Shaun Dingwall (VF : Nicolas Marié) : Détective Ryder

Sources et légende : Version française selon le carton de doublage français.

## Développement et production
Le tournage a débuté en janvier 2014.

## Épisodes
Les trois épisodes n'ont pas de titre original.